# Мартин Бенка
Мартин Бенка (словац. Martin Benka 21 вересня 1888, с. Кириполець (нині Костоліште, району Малацки, Братиславського краю, Словаччини) — 28 червня 1971, Малацки) — словацький художник, графік і ілюстратор. Народний художник Чехії. Лауреат Державних премій Чехословаччини і Чехії.
Один з творців словацької школи живопису XX століття, словацького модерністського живопису і графіки XX століття. Засновник словацької книжкової ілюстрації.

## Життєпис
Навчався в школі Алоїса Калводи в Празі. 
У 1939 переїхав з Праги в Мартін (Словаччина), де, серед іншого, згруртував довкола себе музикантів-аматорів. Створив власний оркестр. У 1945 був одним із засновників у Мартіні мистецького товариства Trojštít.
Провів персональні виставки в Банській-Бистриці в 1964, 1965, 1969, 1983.
Помер в 1971 і похований на Народному кладовищі в місті Мартіні.

## Творчість
Автор монументальних, поетичних сцен селянського життя, виконаних у вільній постімпресіоністичній манері, м'яких і стриманих за колоритом.
Мартин Бенка під впливом народної творчості створив оригінальний орнаментальний стиль, який різко контрастував з функціональним і пуританським підходом німецького Баугауза і совєцьких авангардних рухів того часу.
Сучасник відомого чеського покоління кубізму, Бенка, поряд з Людовитом Фуллою і Мікулашем Галандою стояв біля витоків модерністської словацької типографіки. Був плідним творцем різних шрифтів — від 40 до 60 з них.
В галузі дизайну і книжкової типографіки Бенка створив низку цікавих експериментальних шрифтів і оформлень книг, які відображають вплив кубізму . Незвичайні шрифти художника не використовувалися часто. Одним з найвідоміших випадків використань його кубічного шрифту було офіційне оформлення назви Словацької академії наук.
Мартін Бенка — автор великої кількості книжкових обкладинок.
Колекція робіт художника зберігається зараз в його музеї в Мартіні.

## Вибрані роботи
- Лісоруби під Салатином, 1931,
- Дві жінки, 1934, (Словацька Національна галерея, Братислава)
- Біля колиски, 1929, (Національна галерея, Прага)
- Rieka Orava
- Jeseň na Spiši
- Na pole
- Drevári pod Ďumbierom
- Za umením
- Po búrke

## Нагороди
- 1936 — Срібна медаль на Всесвітній виставці в Парижі
- 1940 — Державна премія Чехословаччини
- 1948 — Державна премія Чехії
- 1953 — Народний художник Чехії
- 1963 — Орден Республіки (Чехія)